# 楽天スーパーレディース
楽天スーパーレディース（らくてんスーパーレディース）は、日本女子プロゴルフ協会（以下、JLPGAと表記）が主催し、インターネット関連サービス企業の楽天グループが特別協賛していた女子プロゴルフトーナメントである。

## 大会概要
本大会は楽天グループから3年間の特別協賛を得て2021年から開催されている新設トーナメントである。なお、楽天グループがプロゴルフ公式ツアー競技大会を協賛するのは今回が初となる。
トーナメント新設に当たって、JLPGAは、
1. 公式戦以外で初となる協会主催ツアー競技大会とする。
2. オリンピックゴルフコース（埼玉県川越市・霞ヶ関カンツリー倶楽部）と地域が重ならないこと。
3. オリンピック競技期間に配慮した日程とすること。
4. メルセデス・ランキング及びJLPGA賞金ランキング対象トーナメントとする。

という条件を設定した。
その結果、2021年から楽天株式会社の協賛を得て、大会期間は2021年7月29日 - 31日の3日間と決定した。
本大会は2021年に限り、通常の公式ゴルフツアートーナメントでは珍しい「土曜日を最終日とした決勝ラウンドの実施」となるが、これは東京オリンピックゴルフ競技（男子の部）と開催期間が重なることを踏まえ、オリンピックの日程に配慮した形になったものである。
2021年5月24日、JLPGAは大会の正式名称を『楽天スーパーレディース』とし、賞金総額が8,000万円（優勝賞金 1,440万円）、大会会場を西日本地域の東急グランドオークゴルフクラブ（兵庫県加東市）と定めたことを発表した。
2022年からは4日間大会に変更されることになった。
2023年12月、JLPGAは楽天グループとの契約期間満了に伴い、本大会を終了したことを発表した。

## 歴代優勝者
| 開催回 | 開催年 | 優勝者名 | スコア | 備考                                                            |
| ------ | ------ | -------- | ------ | --------------------------------------------------------------- |
| 第1回  | 2021年 | 吉田優利 | -18    | プロ初優勝。                                                    |
| 第2回  | 2022年 | 勝みなみ | -22    | 日本女子プロゴルフ史上初となる4日間競技大会でのノーボギー優勝。 |
| 第3回  | 2023年 | 櫻井心那 | –21    |                                                                 |

## テレビ放送・ネット配信
2021年の第1回大会ではテレビ中継は行われず、Rakuten TVにより大会3日間をインターネットライブにて完全配信する措置が執られた。
2022年の第2回大会は同年に開局したジャパネットホールディングス傘下の無料BS放送局BSJapanextにてディレイ放送された。